# Protect the Land/Genocidal Humanoidz
Protect the Land/Genocidal Humanoidz је сингл америчке хеви метал групе System of a Down издат 6. новембра 2020. године. То је био први сингл који је група издала после 14 година. Песмом се скреће пажња на сукоб у Нагорно-Карабаху. Чланови групе су изјавили да ће сав приход од песме донирати у хуманитарне сврхе људима које је погодио рат.